# Nine Elms katonai temető
A Nine Elms katonai temető (Nine Elms British Cemetery) első világháborús sírkert a belgiumi Poperingétől nyugatra. A létesítményt Sir Reginald Blomfield és Wilfred Clement Von Berg tervezte.

## Története
A Nine Elms (Kilenc szilfa) területére a 3. Ausztrál Hadosztály és a 44. kötözőállomás kezdett temetni, amikor Poperingébe költöztek Brandhoekból és Lijssenthoekból 1917 szeptemberében. A temető 1917 decemberéig működött. 1918 március és október 12. között ismét temettek a területen, a német támadás, majd a brit ellentámadás halottjait. Az első világháborúból 1556 nemzetközösségi és 37 német hősi halott nyugszik a temetőben. Huszonkét sírban olyan brit katonák alusszák örök álmukat, akik 1940-ben, Dunkerque felé vesztették életüket. Az első világháborús halottak közül 967 britet, 299 kanadait, 150 ausztrált, 117 új-zélandit, 36 németet, 26 dél-afrikait és egy kanadait tudtak azonosítani.